# آن گرت ینسن
آن گرت ینسن تورنبلاد (به دانمارکی: Anne Grethe Jensen-Törnblad) (زادهٔ ۷ نوامبر، ۱۹۵۱ میلادی) یک سوارکار زن اهل کشور دانمارک است. وی در بازی‌های المپیک تابستانی ۱۹۸۴ لس آنجلس موفق به کسب مدال نقره در بخش انفرادی در رشتهٔ درساژ شد.او همچنین یکبار عنوان قهرمانی جهان و یکبار نیز قهرمانی اروپا در رشتهٔ انفرادی را بدست آورده‌است.